# Luis Bermejo
Luis Bermejo Prieto (Madrid, 30 de noviembre de 1969) es un actor y director de escena español. 
En 2009 obtuvo una nominación en los Premios Goya en la categoría de actor revelación por la película Una palabra tuya, y otra nominación en los Premios Goya 2015 como Mejor actor protagonista por la película Magical Girl.

## Carrera profesional
Luis, formado en la escuela de Cristina Rota, debutó como actor en el mundo de las series de televisión con Maneras de sobrevivir, participando en siete capítulos de la serie. Como segundo trabajo relacionado con las series apareció en Compañeros en el año 1998 participando en dos capítulos de la serie. Entre los últimos trabajos en televisión de Luis Bermejo, figuran las series Lexx, Tierra de lobos, Hospital Central, La familia Mata y El síndrome de Ulises. También ha destacado en otros ámbitos al margen de las series de televisión como en las películas El otro lado de la cama (2002) y Días de fútbol (2003).
En 1995 fundó junto a Luis Crespo la compañía teatral Teatro el Zurdo, a la que se unió más tarde el dramaturgo José Ramón Fernández. La compañía se consolidó como productora de espectáculos teatrales en los que Luis Bermejo actúa y dirige. Su montaje La ruleta rusa, de Enric Benavent, fue nominado a los Premios Max 2011 como Mejor Espectáculo Revelación y programado en el Teatro María Guerrero del Centro Dramático Nacional.
Su carrera teatral ha estado muy unida durante años al Teatro de La Abadía (Madrid), donde fue parte del elenco del espectáculo Sobre Horacios y Curiacios que ganó en Premio Max al Mejor Espectáculo Teatral de 2004. Colabora también de manera habitual con la compañía teatral Animalario desde hace muchos años.
En 2018 protagonizó el anuncio de la Lotería de Navidad. Participó con el personaje de Antonio en la película Campeones, Goya a la mejor película en 2019.

## Vida personal
Luis nació en Madrid. Está muy unido a Zarza de Montánchez (Extremadura), un pueblo al que siente suyo por su ascendencia extremeña. También sigue muy unido a Collado Villalba, donde pasó gran parte de su infancia.

## Filmografía

### Cine
| Año  | Título                                        | Personaje                   | Datos                      |
| ---- | --------------------------------------------- | --------------------------- | -------------------------- |
| 1999 | La mujer más fea del mundo                    | -                           |                            |
| 2002 | El otro lado de la cama                       | Jugador de tenis            |                            |
| 2002 | El robo más grande jamás contado              | Argentino                   |                            |
| 2003 | Días de fútbol                                | Miguel                      |                            |
| 2005 | El mundo alrededor                            | Juan Evariste               |                            |
| 2005 | Los dos lados de la cama                      | -                           |                            |
| 2007 | Días de cine                                  | Manolo Castaño              |                            |
| 2007 | La soledad                                    | Alberto                     |                            |
| 2008 | Mortadelo y Filemón. Misión: salvar la Tierra | Presentador TV              |                            |
| 2008 | Una palabra tuya                              | Padre Lorenzo               |                            |
| 2010 | Una hora más en Canarias                      | Trabajador salón de belleza |                            |
| 2010 | Don Mendo Rock ¿La venganza?                  | -                           |                            |
| 2011 | De tu ventana a la mía                        | Valentín                    |                            |
| 2011 | Los muertos no se tocan, nene                 | Mendigo                     |                            |
| 2012 | La montaña rusa                               | Álex                        |                            |
| 2013 | Gente en sitios                               | -                           |                            |
| 2014 | Magical Girl                                  | Luis                        |                            |
| 2016 | Kiki, el amor se hace                         | Doctor                      | 2017 Fe de etarras Armando |
| 2018 | La tribu                                      | Luciano                     |                            |
| 2018 | Campeones                                     | Antonio                     |                            |
| 2019 | Mientras dure la guerra                       | Nicolás Franco              |                            |
| 2021 | Poliamor para principiantes                   | Esteban                     |                            |
| 2022 | Rainbow                                       | José Luis                   |                            |
| 2023 | Un amor                                       | Casero                      |                            |
| 2023 | Teresa                                        | Monje torcido               |                            |

### Televisión
| Año         | Título                                   | Personaje                          | Cadena              | Datos         |
| ----------- | ---------------------------------------- | ---------------------------------- | ------------------- | ------------- |
| 1998 - 2000 | Compañeros                               | -                                  | Antena 3            | 2 episodios   |
| 2000        | Policías en el corazón de la calle       | -                                  | Antena 3            | 4 episodios   |
| 2000        | Periodistas                              | -                                  | Telecinco           | 1 episodio    |
| 2000 - 2002 | El comisario                             | -                                  | Telecinco           | 3 episodios   |
| 2001        | 7 vidas                                  | Eusebio                            | Telecinco           | 1 episodio    |
| 2005        | Maneras de sobrevivir                    | Jesús                              | Telecinco           | 7 episodios   |
| 2005        | Motivos personales                       | -                                  | Telecinco           | 1 episodio    |
| 2005        | Al filo de la ley                        | -                                  | La 1                | 1 episodio    |
| 2006        | Tirando a dar                            | Adolfo                             | Telecinco           | 4 episodios   |
| 2007        | El síndrome de Ulises                    | Santi Alameda                      | Antena 3            | 1 episodio    |
| 2007        | Hermanos y detectives                    | -                                  | Telecinco           | 3 episodios   |
| 2007        | Cuenta atrás                             | -                                  | Cuatro              | 1 episodio    |
| 2008        | LEX                                      | Antonio                            | Antena 3            | 1 episodio    |
| 2008        | Hospital Central                         | -                                  | Telecinco           | 1 episodio    |
| 2008        | La familia Mata                          | -                                  | Antena 3            | 1 episodio    |
| 2010        | Tierra de lobos                          | El doctor                          | Telecinco           | 2 episodios   |
| 2011        | Cheers                                   | Ricardo Rodero "El Ministro"       | Telecinco           | 7 episodios   |
| 2011        | El asesinato de Carrero Blanco           | Montero                            | La 1                | 2 episodios   |
| 2011        | Los misterios de Laura                   | Ginés                              | La 1                | 1 episodio    |
| 2013        | Familia: Manual de supervivencia         | José Luis                          | Telecinco           | 7 episodios   |
| 2014        | Prim, el asesinato de la calle del Turco | Ignacio Rojo Arias                 | La 1                | TV Movie      |
| 2014 - 2015 | Amar es para siempre                     | Paco Díaz                          | Antena 3            | 210 episodios |
| 2016        | El hombre de tu vida                     | Ramón Maldonado                    | La 1                | 8 episodios   |
| 2016        | Allí abajo                               | Raúl (Nacido Eva Morales)          | Antena 3            | 3 episodios   |
| 2016        | El padre de Caín                         | Comandante de la guardia civil     | Telecinco           | 2 episodios   |
| 2018        | Cuerpo de élite                          | Teodoro Ibáñez                     | Antena 3            | 2 episodios   |
| 2019        | Alta mar                                 | Mario Plazaola / Carlos Villanueva | Netflix             | 16 episodios  |
| 2020        | Escenario 0                              | Varios personajes                  | HBO España          | 2 episodios   |
| 2020 - 2022 | Nasdrovia                                | Franky                             | #0                  | 12 episodios  |
| 2021 - 2023 | La esfera                                | Ramón Calderón                     | Podium Podcast      | 10 episodios  |
| 2022        | La ruta                                  | Miguel Ribó                        | Atresplayer Premium | 8 episodios   |
| 2023        | Serrines, madera de actor                |                                    | Telecinco           | ¿? episodios  |

## Teatro
- El Traje de Juan Cavestany, dir. Juan Cavestany (2023/2024)
- Los Santos Inocentes de Miguel Delibes. Adaptación de Fernando Marías Amondo (2022)
- Los que hablan de Pablo Rosal, dir. Pablo Rosal (2020)
- Mundo obrero de Alberto San Juan, dir. Alberto San Juan (2018)
- El Rey de Alberto San Juan, dir. Alberto San Juan (2016)
- Jugadores de Pau Miró, dir. Pau Miró (2014)
- El minuto del payaso de José Ramón Fernández, dir. Fernando Soto (2014)
- Maridos y mujeres de Woody Allen, dir. Àlex Rigola (2013)
- El traje de Juan Cavestany, dir. Juan Cavestany (2012)
- Urtain de Juan Cavestany, dir. Andrés Lima (2009)
- El portero de Harold Pinter, dir. Carles Alfaro (2006)
- Sobre Horacios y Curiacios de Bertolt Brecht, dir. Hernán Gené (2004)
- El Mesías de Steven Berkoff, dir. José Luis Gómez (2001/02)
- El fin de los sueños de Alberto San Juan, dir. Andrés Lima (2000/01)
- La devoción de la cruz de Pedro Calderón de la Barca, dir. Carlos Alandro (2001)
- Las manos de Yolanda Pallín, José Ramón Fernández y Javier G. Yagüe, dir. Javier G. Yagüe (1998/2000)
- Los caballeros de Aristófanes, dir. Concha G. Rodero (1998/2000)
- Qué te importa que te ame de Alberto San Juan, dir. Andrés Lima (1997)
- De ratones y hombres de John Steinbeck, dir. Cristina Rota (1996)
- Esperando al zurdo de Clifford Odets, dir. Cristina Rota (1995)
- Litel de Luis Miguel Seguí, dir. Cristina Rota/Eduardo Recabarren (1994)
- Lo bueno de las flores es que se marchitan pronto de José Sanchis Sinisterra, dir. Cristina Rota (1993)
- Larra, el último romántico con textos de B. Brecht, dir. Ángel García Suárez (1992)
- Brecht en tiempos difíciles con textos de B. Brecht, dir. Vicente Cuesta (1992)

## Cortometrajes
- Volcánica (Serie Indetectables) (2017) de Alberto Velasco
- Todo un futuro juntos (2014)

## Publicidad
- 2018: Loterías y apuestas del estado (22, otra vez). Lotería de Navidad. Dirigido por Javier Ruiz Caldera.
- 2016: ING DIRECT (Tu otro cumple), Por el 17 aniversario de ING DIRECT. Dirigido por Javier Fesser.

## Premios y nominaciones

### Premios Goya
| Año  | Categoría                                         | Película              | Resultado |
| ---- | ------------------------------------------------- | --------------------- | --------- |
| 2014 | Trofeo ALCINE a la mejor interpretación masculina | Todo un futuro juntos | Ganador   |
| 2014 | Mejor interpretación masculina protagonista       | Magical Girl          | Nominado  |
| 2008 | Mejor actor revelación                            | Una palabra tuya      | Nominado  |